# Fausto Tentorio
Fausto Tentorio (* 1952 in San Maria di Rovagnate, Distrikt Lecco, Italien; † 17. Oktober 2011 in Arakan, Cotabato, Mindanao, Philippinen) war ein katholischer italienischer Priester, Missionar und Menschenrechtler. Wegen seines Einsatzes für die Armen und Eingeborenen auf Mindanao wurde er ermordet.

## Leben
Fausto Tentorio stammte aus Norditalien. Er wurde 1978 zum Priester geweiht und war ab 1979 bis zu seinem Tode auf der Insel Mindanao als Priester der Gemeinde in Arakan Valley tätig. Gleichzeitig war er auch als Missionar des Päpstlichen Instituts für auswärtige Missionen (PIME) tätig.
Sein friedlicher Kampf richtete sich vor allem gegen die Bergwerksbetreiber und die Großgrundbesitzer auf der Insel, die versuchten, die einheimischen Bauern und indigenen Völker zu vertreiben, einzuschüchtern oder auszubeuten. Er war als Priester äußerst beliebt und setzte sich auch für Alphabetisierung- und Bildungsprogramme ein, gründete Schulen, Kindergärten und Einrichtungen der Gesundheitswohlfahrt. In der Bevölkerung hatte er den liebevollen Spitznamen „Father Pops“. Vor allem für das Volk der Lumad hatte er sich besonders eingesetzt.

## Ermordung, Beisetzung und Reaktionen
Der Priester wurde am 17. Oktober 2011 vor seiner Kirche von einem maskierten Unbekannten mit zwei Schüssen – einen in den Kopf und einen in den Rücken – ermordet. Insgesamt wurden 8 Schüsse auf ihn abgegeben. Der Täter wurde bisher nicht gefasst. Schon vor seiner Ermordung hatte Tentorio mehrfach Morddrohungen erhalten. 2003 war bereits ein Attentat auf ihn verübt worden, jedoch ohne Erfolg.
Am 25. Oktober 2011 fanden dann Trauergottesdienst und Beisetzung des beliebten und auf den ganzen Philippinen bekannten Priesters statt. Hauptzelebrant des Gottesdienstes war der Bischof der zuständigen Diözese von Kidapawan, Romulo Tolentino de la Cruz. Weitere 5 Bischöfe, 70 Priester, 20 Ordensbrüder, mehrere hundert Ordensschwestern, der Botschafter Italiens auf den Philippinen sowie der Gouverneur der Provinz Nord Cotabato, Emilow Talino und der Großmeister des Ordens, Pater Gian Battista Zanchi, sowie gut 15.000 Menschen, zumeist Bauern, Arme und Mitglieder von eingeborenen Stämmen, nahmen an der Beerdigung teil. In den drei größten Städten der Insel (Davao, Makilala und Kidapawan) säumten weitere gut 20.000 Menschen ihm zum Gedenken die Straßen. In der Kathedrale „Norte Dame“ in Kidapawan war er bis zur Beisetzung aufgebahrt; der Trauerzug bis zum Friedhof belief sich auf 4 Kilometer.
Der Vatikan reagierte mit einer Erklärung, die Kardinalstaatssekretär Tarcisio Bertone im Auftrag von Papst Benedikt XVI. herausgab. In ihr drückte der Papst seine Erschütterung über die Ermordung des Missionars aus und drückte den Gläubigen, Ordensbrüdern, Familienangehörigen und Freunden damit sein Beileid aus.
Er war der dritte Priester der Ordensgemeinschaft, der auf Mindanao ermordet worden war. Bisher traf es zweimal seine Landsleute; 1985 Tullio Favali und 1992 Salvador Carzedda.